# Bảng tổng sắp huy chương Thế vận hội Mùa hè 1924
Dưới đây là toàn bộ Bảng tổng sắp huy chương Thế vận hội Mùa hè 1924 diễn ra tại Paris, Pháp. Thứ hạng của bảng tổng sắp đầu tiên dựa vào số huy chương Vàng mỗi quốc gia giành được, sau đó đến số huy chương Bạc và cuối cùng là huy chương Đồng. Nếu số huy chương mỗi loại của nhiều quốc gia như nhau, các quốc gia đó sẽ có cùng thứ hạng và xếp danh sách theo thứ tự bảng chữ cái.
| Hạng                | Đoàn                | Vàng | Bạc | Đồng | Tổng số |
| ------------------- | ------------------- | ---- | --- | ---- | ------- |
| 1                   | Hoa Kỳ              | 45   | 27  | 27   | 99      |
| 2                   | Phần Lan            | 14   | 13  | 10   | 37      |
| 3                   | Pháp                | 13   | 15  | 10   | 38      |
| 4                   | Anh Quốc            | 9    | 13  | 12   | 34      |
| 5                   | Ý                   | 8    | 3   | 5    | 16      |
| 6                   | Thụy Sĩ             | 7    | 8   | 10   | 25      |
| 7                   | Na Uy               | 5    | 2   | 3    | 10      |
| 8                   | Thụy Điển           | 4    | 13  | 12   | 29      |
| 9                   | Hà Lan              | 4    | 1   | 5    | 10      |
| 10                  | Bỉ                  | 3    | 7   | 3    | 13      |
| 11                  | Úc                  | 3    | 1   | 2    | 6       |
| 12                  | Đan Mạch            | 2    | 5   | 2    | 9       |
| 13                  | Hungary             | 2    | 3   | 4    | 9       |
| 14                  | Nam Tư              | 2    | 0   | 0    | 2       |
| 15                  | Tiệp Khắc           | 1    | 4   | 5    | 10      |
| 16                  | Argentina           | 1    | 3   | 2    | 6       |
| 17                  | Estonia             | 1    | 1   | 4    | 6       |
| 18                  | Nam Phi             | 1    | 1   | 1    | 3       |
| 19                  | Uruguay             | 1    | 0   | 0    | 1       |
| 20                  | Canada              | 0    | 3   | 1    | 4       |
| 20                  | Áo                  | 0    | 3   | 1    | 4       |
| 22                  | Ba Lan              | 0    | 1   | 1    | 2       |
| 23                  | Nhật Bản            | 0    | 0   | 1    | 1       |
| 23                  | România             | 0    | 0   | 1    | 1       |
| 23                  | Bồ Đào Nha          | 0    | 0   | 1    | 1       |
| 23                  | New Zealand         | 0    | 0   | 1    | 1       |
| 23                  | Haiti               | 0    | 0   | 1    | 1       |
| Tổng số (27 đơn vị) | Tổng số (27 đơn vị) | 126  | 127 | 125  | 378     |